# Єтро Віллемс
Єтро Віллемс (нід. Jetro Willems, нар. 30 березня 1994, Роттердам) — нідерландський футболіст, захисник клубу «Гронінген». Відомий виступами у складі національної збірної Нідерландів.
Володар Кубка Нідерландів. Дворазовий чемпіон Нідерландів. Володар Кубка Німеччини.

## Клубна кар'єра
Народився 30 березня 1994 року в місті Роттердамі. Вихованець юнацьких команд футбольного клубу «Спартан ´20» та роттердамської «Спарти».
У дорослому футболі дебютував 2010 року виступами за команду «Спарти», в якій провів один сезон у другій за силою нідерландській лізі Еерсте-Дивізі. 
До складу ПСВ приєднався у серпні 2011 року. Протягом першого неповного сезону у новому клубі встиг відіграти за його команду 20 матчів в національному чемпіонаті.
2017 року уклав контракт з клубом «Айнтрахт». Граючи у складі «Айнтрахта» (Франкфурт-на-Майні) також здебільшого виходив на поле в основному складі команди.
Влітку 2019 року на сезон приєднався до складу клубу «Ньюкасл Юнайтед» на правах оренди. Відіграв за клуб 20 матчів у всіх турнірах.

## Виступи за збірні
2009 року дебютував у складі юнацької збірної Нідерландів, взяв участь у 16 іграх збірної 17-річних. З 2011 року — гравець збірної Нідерландів U-19.
2012 року 18-річного футболіста було включено до розширеного складу національної збірної Нідерландів, що готувалася до фінальної частини чемпіонату Європи 2012 року. За результатами зборів, проведених складі головної команди країни, Віллемс потрапив до її остаточної заявки для участі у цьому турнірі.
| Дата       | Місто            | Господарі  | Результат | Гості             | Турнір             | Голи | Примітки |
| ---------- | ---------------- | ---------- | --------- | ----------------- | ------------------ | ---- | -------- |
| 26-5-2012  | Амстердам        | Нідерланди | 1 – 2     | Болгарія          | Тов                | -    | 64'      |
| 2-6-2012   | Амстердам        | Нідерланди | 6 – 0     | Північна Ірландія | Тов                | -    | 78'      |
| 9-6-2012   | Харків           | Нідерланди | 0 – 1     | Данія             | ЧЄ 2012 - 1-й етап | -    |          |
| 13-6-2012  | Харків           | Нідерланди | 1 – 2     | Німеччина         | ЧЄ 2012 - 1-й етап | -    | 90'      |
| 17-6-2012  | Харків           | Португалія | 2 – 1     | Нідерланди        | ЧЄ 2012 - 1-й етап | -    | 51' 67'  |
| 15-8-2012  | Брюссель         | Бельгія    | 4 – 2     | Нідерланди        | товариський матч   | -    | 40' 46'  |
| 7-9-2012   | Амстердам        | Нідерланди | 2 – 0     | Туреччина         | Відбір до ЧС 2014  | -    | 89'      |
| 11-9-2012  | Будапешт         | Угорщина   | 1 – 4     | Нідерланди        | Відбір до ЧС 2014  | -    |          |
| 6-9-2013   | Таллінн          | Естонія    | 2 – 2     | Нідерланди        | Відбір до ЧС 2014  | -    | 75'      |
| 10-9-2013  | Андорра-ла-Велья | Андорра    | 0 – 2     | Нідерланди        | Відбір до ЧС 2014  | -    | 46'      |
| 16-11-2013 | Генк             | Нідерланди | 2 – 2     | Японія            | товариський матч   | -    | 46'      |
| 12-11-2014 | Амстердам        | Нідерланди | 2 – 3     | Мексика           | товариський матч   | -    |          |
| 16-11-2014 | Амстердам        | Нідерланди | 6 – 0     | Латвія            | Відбір до ЧЄ 2016  | -    |          |
| 28-3-2015  | Амстердам        | Нідерланди | 1 – 1     | Туреччина         | Відбір до ЧЄ 2016  | -    | 77'      |
| 31-3-2015  | Амстердам        | Нідерланди | 2 – 0     | Іспанія           | товариський матч   | -    |          |
| 12-6-2015  | Рига             | Латвія     | 0 – 2     | Нідерланди        | Відбір до ЧЄ 2016  | -    | 77'      |
| 25-3-2016  | Амстердам        | Нідерланди | 2 – 3     | Франція           | товариський матч   | -    | 77'      |
| 29-3-2016  | Лондон           | Англія     | 1 – 2     | Нідерланди        | товариський матч   | -    | 82'      |
| 27-5-2016  | Дублін           | Ірландія   | 1 – 1     | Нідерланди        | товариський матч   | -    |          |
| 1-6-2016   | Гданськ          | Польща     | 1 – 2     | Нідерланди        | товариський матч   | -    | 46'      |
| 1-9-2016   | Ейндговен        | Нідерланди | 1 – 2     | Греція            | товариський матч   | -    | 80'      |
| 10-10-2016 | Амстердам        | Нідерланди | 0 – 1     | Франція           | Відбір до ЧС 2018  | -    | 84'      |
| Усього     |                  | Матчів     | 22        |                   | Голів              | 0    |          |

## Титули і досягнення
- Чемпіон Нідерландів (2):

ПСВ: 2014-15, 2015-16
- Володар Кубка Нідерландів (1):

ПСВ:  2011-12
- Володар Суперкубка Нідерландів (3):

ПСВ:  2012, 2015, 2016
- Володар Кубка Німеччини (1):

«Айнтрахт» (Франкфурт-на-Майні): 2017-18
Збірні
- Чемпіон Європи (U-17): 2011